# Герб Берестейського району
Герб Берестейського району — геральдичний символ Берестейського району Берестейської області Білорусі.
Рішення про затвердження герба Брестського району було ухвалене районним виконавським комітетом на чолі з головою К. Н. Бобко (Рішення № 757 від 8 жовтня 2001 року). Внесений до Гербового матрикула Республіки Білорусь 22 грудня 2001 року під № 76.

## Опис
Варязький щит перетнутий срібним хвилястим поясом, що символізує Західний Буг. У горішній блакитній частині щита срібний натягнутий лук зі стрілою наконечником вгору — зображення історичного герба міста Берестя, а в нижній частині червоні та зелені похилі смуги — розфарбування подібне до прикордонного стовпа.